# Dysphasie
 (août 2014).
 Mise en garde médicale
La dysphasie est un trouble central lié au « développement du langage oral et [elle peut] toucher les aspects réceptifs (décoder le langage reçu) et/ou expressifs (phonologiques, lexicaux, syntaxiques…) ».
Elle peut cibler plus particulièrement l’expression (« dysphasie expressive »), la compréhension (« dysphasie de réception ») ou les deux à la fois (« dysphasie mixte »). Ce trouble a des répercussions de longue durée sur la communication du sujet atteint, puisqu’il s’agit d’un trouble structurel de l’apprentissage du langage, d’une anomalie du développement du langage.
Le mot dysphasie a été formé du préfixe dys signifiant : « mauvais, erroné, difficile » et du radical grec phasis signifiant : « parole, langage ». Étymologiquement, dysphasie signifie « mauvais langage » et/ou « parole difficile ».
On a employé par le passé le terme d’audimutité (terme québécois) pour désigner une mutité congénitale en l’absence de surdité, puis de trouble spécifique du langage oral. La dénomination internationale est aujourd'hui celle de "trouble développemental du langage" ou "trouble du langage",.
Au Québec, environ 3 % à 4 % des enfants d’âge préscolaire présenteraient cette pathologie tandis qu’une étude belge rapporte des taux de 5 % à 20 % pour les enfants d’âge préscolaire et primaire. Deux dysphasiques sur trois sont des garçons. En France, le rapport À propos de l'enfant dysphasique et de l'enfant dyslexique avance le chiffre de 2 % des enfants scolarisés.

## Caractéristiques

### Signes révélateurs de la dysphasie
- Pendant la première année de sa vie, l’enfant est silencieux et il n’a pas d’activités d’échange (par exemple, pointer son index vers des objets pour les désigner).
- À 18 mois, il ne dit pas de mots qui ont une signification comme « papa » ou « maman ».
- À 24 mois, il ne dit pas de phrases significatives de deux à quatre mots.
- À 3 ans, seuls ses proches le comprennent car il a un langage inintelligible ou hors du contexte. Cette caractéristique peut être liée à un simple retard de parole.

Par la suite, divers troubles sont vécus par ces jeunes.

### Troubles de langage
- Production verbale indistincte, discours peu structuré ;
- manque de vocabulaire ;
- l’enfant ne pose pas de questions et il est incapable d’exprimer des demandes spécifiques contrairement aux autres jeunes ;
- il comprend la signification de surface d’un discours ou d’un texte, mais il a de la difficulté à comprendre le sens profond, les concepts abstraits ou la distinction entre ce qui est important et ce qui ne l’est pas.

Symptômes
Les enfants atteints de dysphasie commencent à présenter un retard de langage à partir de 2 à 5 ans. Malgré leur désir d’interagir avec les autres, ils éprouvent des difficultés à le faire. Souvent ils se découragent puisque les  personnes autour d’eux ont de la difficulté à les comprendre. Ceci peut engendrer de l’isolement, de la colère, une atteinte à l’estime de soi, etc.

#### Exemple de manifestations fréquentes de la dysphasie
Voici quelques manifestations fréquentes de la dysphasie :[réf. souhaitée]
| Expressif                                                           | Réceptif |
| ------------------------------------------------------------------- | --- |
| Discours avec hésitation / pauses                                   | Messages compris au sens littéral (par exemple l’expression : tombé dans les pommes)                                                |
| Utilisation de mots de remplissage (par exemple : truc, chose)      | Sarcasme difficilement compris |
| Utilisation et organisation de sons inadéquats à l’intérieur du mot | Difficulté à comprendre certains types de questions : où, quand comment, pourquoi, qui, quoi                                        |
| Omissions de déterminants                                           | Notions de contraire difficilement comprises (exemples de contraires : gentil---méchant, jour----nuit, grand---petit, etc.)         |
| Utilisation de phrases courtes                                      | Difficulté à comprendre une double tâche (par exemple : « Va chercher le crayon sur la table et mets-le dans ton coffre à crayon ») |
| Difficulté à présenter des demandes verbales                        | Difficulté à comprendre les messages longs et complexes                                                                             |
| Difficulté à raconter des histoires / faits vécus / etc.            | Mots abstraits difficilement compris                                                                                                |

Quelques exemples de discours dysphasique (exemples tirés d'observations faites auprès d'enfants entre 3 et 5 ans, à Montréal par Alexandra Suchecki dans le cadre du travail Dysphasie +) :
              « Moi j’ai bonbons » au lieu de dire « Moi, j’ai des bonbons »
              « Les loups tétombé » au lieu de dire « Les loups sont tombés »
              « keskipasse » au lieu de dire « Qu’est-ce qu'il se passe »

### Troubles scolaires
- En classe, il a de la difficulté à comprendre les consignes ;
- il présente des troubles d’apprentissage en lecture, en écriture ou en mathématiques.

### Troubles de laperception du temps
- Il se détache difficilement du moment présent ;
- il s’adapte difficilement aux changements dans la routine ;
- il présente un déficit lié au vocabulaire relatif au temps.

### Troubles cognitifs
- Il développe peu de jeux symboliques ;
- il est facilement distrait, peu attentif ou il bouge beaucoup.

### Troubles sociaux
- Il vit des frustrations lorsqu’il cherche ses mots et qu’il n’y arrive pas ;
- il a aussi tendance à vivre de l’insécurité, à s’isoler, à réagir de façon démesurée et à avoir une faible estime de soi.

Les enfants ne sont pas les seuls à être touchés. La dysphasie étant un trouble structurel, il est acquis depuis la naissance et reste tout au long de la vie.

## Classification des différents types de dysphasie
La classification ci-dessous est celle proposée par Isabelle Rapin et Doris A. Allen. Elle fait référence dans le domaine des troubles développementaux du langage.

### Syndrome phonologique-syntaxique (la forme de dysphasie la plus fréquente)
L'enfant a un langage déficitaire avec de grosses difficultés d'expression et des difficultés de compréhension moindres. Le trouble premier est phonologique : l’enfant est difficilement intelligible et c’est cette phonologie déficiente qui masque les difficultés syntaxiques sous-jacentes. Il souffre donc également d’agrammatisme : son langage est télégraphique, peu ou pas d’utilisation des pronoms (je, tu, il…), les conjonctions de coordination ne sont pas utilisées. Le temps verbal est inapproprié, mais l’enfant conserve une conscience syntaxique : il est capable de distinguer une phrase correcte grammaticalement d’une autre incorrecte. Il n’a pas ou peu de manque de mots, mais son stock lexical est réduit, sans qu’il n’ait de réel problème pour accéder à celui-ci. Il présente également une hypospontanéïté verbale. Une dysgraphie est possible, avec une motricité manuelle généralement déficiente.

### Dysphasie de production phonologique
Cette dysphasie ressemble à la première par son trouble phonologique, mais qui se rapporte plutôt à ses difficultés de régulation. La fluence de la parole est conservée mais l’intelligibilité est très mauvaise. L’enfant procède par stratégies d’approches pour produire et associer les bons phonèmes des mots. Son langage automatique est souvent bien meilleur que celui obtenu en situation dirigée (dissociation automatico-volontaire). Il présente un manque du mot et est dyssyntaxique. Alors que dans le syndrome phonologique syntaxique, on a un enfant qui n’emploie pas les morphèmes grammaticaux, ici, l’enfant ne sait pas les agencer dans sa phrase. Il présente également de grosses difficultés dans la chronologie du récit.

### Agnosie auditivo-verbale, ou dysphasie réceptive
C’est une des formes les plus graves de la dysphasie. Il est alors impossible à l’enfant qui souffre de ce trouble de reconnaître un objet ou un lieu par le son qui le caractérise, tel que le bruit de l’eau, le son caractéristique d’une ambiance telle qu’une rue animée, le bruit d’un avion, etc. Cette dysphasie s’appelle « surdité verbale » lorsqu’elle est particulière aux sons.

### Lexicale-syntaxique ou dysphasie de typemnésique
L’enfant éprouve de grosses difficultés à s’exprimer du fait que son stock lexical est déficitaire, très pauvre pour son âge. Il a un gros manque de mots. On parle de trouble du contrôle sémantique. Les notions d’espace et de temps sont difficilement maîtrisées : difficulté à se rappeler l’ordre des jours dans la semaine, ce que l’on fait tel ou tel jour. Il présente donc aussi de grosses difficultés dans la construction d’un récit et les difficultés de compréhension augmentent avec la longueur du texte. Pour s’exprimer, l’enfant utilisera des phrases courtes, genre « sujet-verbe-complément ». Tous les petits vocables qui ne sont pas évocateurs pour l’enfant sont écartés de ses phrases. L’informativité de son discours est pauvre.

### Sémantique-pragmatique
Le syndrome sémantique pragmatique constituait autrefois une catégorie nosologique à part. D'après Laurent Mottron, il a été rejeté par l'association américaine de psychiatrie, mais également par celle de pédiatrie et celle de neurologie en 1999, pour cause de chevauchement avec les critères diagnostiques des troubles envahissants du développement, en particulier du syndrome d'Asperger. Cela a conduit à l'abandon de ce diagnostic dans la pratique clinique au Québec, et à son emploi en tant que caractérisation d'une forme de dysphasie en France. Par la suite, ce diagnostic a été réintégré dans le DSM-5 sous le nom de « Trouble pragmatique du langage ».
Il s'agit d'un trouble de la formulation. L’enfant tend à utiliser le vocable de manière rigide, plaquée, et souvent inadaptée à la situation. De ce fait, il a du mal à comprendre les instructions qui lui sont données. Une phrase longue et complexe sera mal interprétée. L’enfant ne retient que les termes les plus évocateurs pour formuler une réponse, laquelle ne sera pas toujours en adéquation avec le contexte. Le contact visuel est fuyant. On parle de cocktail party syndrom pour dénoter l’incohérence de ses énoncés qui passent du coq-à-l’âne sans lien apparent.

## Préventions
Une prise en charge précoce permet souvent d'améliorer le langage et d’aider l’enfant. Les parents peuvent déjà déceler des anomalies du langage chez leur bébé comme la difficulté à traiter et émettre peu de son comparativement à d’autres bébés du même âge. (citation directe de Madame Tessier, directrice de l’association Dysphasie)[réf. nécessaire]. Cependant comme le retard n’est pas nécessairement important à ce stade, la plupart des parents attendent quelques années avant d’avoir une première consultation.[réf. nécessaire]
Pour savoir auprès d'un spécialiste si un enfant souffre d’un des troubles de « dys », il faut aller voir un orthophoniste. Une vérification de l’audition et de la vision est aussi faite pour savoir s’il ne s’agit pas de la source du problème. L’orthophoniste effectue un bilan de langage mais « il ne sera pas toujours possible de poser clairement un diagnostic dès le premier bilan. » Ce bilan peut-être effectué avant 4 ans. Après 3 ans, la rééducation individuelle peut s’envisager. Après le bilan, il y a « soit rééducation sur un temps donné », « soit consultation chez un médecin spécialisé […] pour des examens complémentaires. »  Toutefois, un entretien avec un psychologue est nécessaire pour savoir s’il existe des troubles du comportement et/ou de la personnalité et si l’enfant n’a pas de problèmes psychiques pour savoir s’il aura des difficultés avec la rééducation.

## Conseils
Voici quelques conseils à suivre en présence de personnes dysphasiques :[réf. nécessaire]
| 1)  | Utiliser des supports visuels (pictogrammes, gestes)                                                      |
| 2)  | Faire de courtes phrases                                                                                  |
| 3)  | Séparer vos demandes; une consigne à la fois                                                              |
| 4)  | Regarder l’enfant dans les yeux lorsque vous lui parlez                                                   |
| 5)  | Reformuler des phrases non comprises autrement                                                            |
| 6)  | Parler lentement, clairement, en articulant                                                               |
| 7)  | Demander à l’enfant s’il a compris                                                                        |
| 8)  | Prévoir des activités de courte durée                                                                     |
| 9)  | Alterner les activités verbales avec d’autres types d’activités (ex. jeux de motricité, collation, etc.). |
| 10) | Donner une récompense après une tâche (par exemple : Bravo !, Super !, autocollants)                      |

## Causes de la pathologie
Les causes de l’atteinte dysphasique sont encore mal connues. Parmi celles qui sont retenues fréquemment, nous pouvons citer certains facteurs génétiques (environ trois fois plus de garçons atteints que de filles) neurobiologiques, épilepsie partielle et certaines anomalies neurodéveloppementales.
La dysphasie est un trouble du langage indépendant de toute autre pathologie. On ne doit  pas confondre les symptômes dysphasiques avec ceux de la déficience intellectuelle, du manque de stimulation, etc.
Les causes exactes de la dysphasie ne sont pas toujours claires. Il y aurait cependant deux principales hypothèses, selon que la cause soit génétique ou neurobiologique (particularités dans le fonctionnement cérébral). Deux études présentent des résultats contradictoires. Dans la première, Rosenberger & Hier (1980), ne détectent aucune lésion cérébrale, mais plutôt une asymétrie cérébrale anormale entre les sujets de l’étude. Une seconde étude de Caparulo, Cohen, Rothman, Young, Katz, Shaywitz & Shaywitz (1981) contredit les résultats de Rosemberger & Hier. Ces chercheurs ont trouvé une anormalité cérébrale chez 6 des 16 sujets. Les contradictions entre les résultats des chercheurs pourraient découler d’une différence dans la nature et la sévérité du trouble.

## Apprentissages scolaires
Les jeunes sujets à la dysphasie devraient théoriquement pouvoir poursuivre leur scolarité en milieu ordinaire, avec des adaptations pédagogiques, parfois une aide humaine telle qu'un auxiliaire de vie scolaire (AVS), de membres des réseaux d’aides spécialisées aux élèves en difficulté en école publique (RASED) et l'aide de rééducateurs : l'orthophonie est essentielle, la psychomotricité, l'ergothérapie, le soutien psychologique peuvent également se révéler intéressants. Si la dysphasie est importante et le maintien en milieu ordinaire trop difficile et douloureux pour l'enfant, une scolarisation en milieu adapté peut être envisagée dans une classe ULIS. L'enfant aura dans ces écoles intégrées la possibilité de suivre un enseignement adapté et de suivre des rééducations sur place.
En plus de la rééducation orthophonique et si l'enfant présente des difficultés spatiotemporelles, des séances de psychomotricité peuvent être conseillées.
Pour les enfants ayant de grandes difficultés, deux projets leur sont proposés : le PPS (projet personnalisé de scolarisation) et le PAI (projet d’accueil individualisé). Le PPS prévoit les modalités de déroulement de la scolarité, assorties des aménagements nécessaires, coordonnées avec l’ensemble des actions utiles pour répondre aux besoins particuliers de l’élève"
L’enfant ou les parents peuvent le demander en faisant une évaluation par la MDPH (maison départementale de personnes handicapées). Chaque acteur contribuant à la scolarisation de l’élève et à son accompagnement écrit dans un carnet de route qui permet d’assurer la cohérence et la continuité du parcours scolaire. Le PAI est là pour faciliter la scolarisation. Il se demande auprès du médecin de l’Éducation nationale ou auprès des services de la PMI (protection maternelle et infantile). Il sert à organiser la journée de l’enfant dans l’établissement, permet à l’enfant quand il est absent ou hospitalisé d’avoir ses cours, et de préciser le protocole de premier soin à pratiquer en cas de nécessité.

Si l’enfant ne bénéficie pas de ces projets, il est tout de même nécessaire de discuter de ses difficultés avec l’enseignant qui pourra adapter ses cours, son enseignement. 

## Services d'accompagnement au Canada (dysphasie)
Au Canada (à Montréal et plus précisément à Laval), il existe une association pour la dysphasie (Association Dysphasie+) qui offre un soutien aux personnes dysphasiques, dyspraxiques, ou qui ont des troubles primaires du langage (ou autres handicaps du même type) ainsi qu’à leur entourage. Le but de cette association est de favoriser une meilleure connaissance de la dysphasie en plus d’animer des ateliers interactifs adaptés aux groupes d’âge et, enfin, de stimuler le langage chez ceux-ci. Les activités, qui prennent différentes formes, permettent d’observer les habiletés des enfants, adolescents ou adultes  sous différents angles : langage, autonomie, interaction socioaffective, éveil musical, comment agir en société (puisque les décodages sociaux chez ces personnes sont parfois difficiles), etc. L’association Dysphasie+ est un très bon exemple de programme de prévention et de stimulation langagière que les parents peuvent offrir à leurs enfants dès l’âge de 2 ans. La réadaptation peut favoriser un meilleur développement et fournir des techniques à l’enfant qui veut communiquer ainsi qu’aux parents. L’association offre en plus une formation aux intervenants des écoles ou milieux de garde ou tout autre endroit pouvant accueillir des personnes atteintes de dysphasie afin de faciliter leur intégration.
Toujours au Canada mais dans la région de la Ville de Québec, existe une autre association, celle de Dysphasie Québec. Association pour venir en aide et soutien aux parents d'enfants dysphasiques ainsi qu;'aux adolescents et jeunes adultes dysphasiques, elle peut offrir des séances d'information dans les écoles, les employeurs, professionnels de la santé.

## Services d'accompagnement médico-social de type SSEFIS ouSESSAD(France)
Les interventions des professionnels de ces services peuvent avoir lieu dans les locaux de ces services ou par des visites à domicile. Un service de soutien à l’éducation familiale et à l’intégration scolaire (SSEFIS) est à destination d'enfants de plus de 3 ans qui suivent une scolarité à l’école ordinaire ainsi que pour des enfants de 3 à 6 ans qui ne peuvent bénéficier d’une telle scolarité. Le SSEFIS effectue l’ensemble des prises en charge définies à l’article 2 des annexes XXIV Quater :
- accompagnement de la famille et de l’entourage habituel de l’enfant dans l'apprentissage des moyens de communication ;
- surveillance médicale régulière, générale du handicap ;
- éveil et développement de la communication ;
- enseignement et soutien pour l’acquisition des connaissances d’un niveau culturel optimum ;
- actions tendant à développer la personnalité et l’insertion sociale.

Le SSEFIS s’appuie sur une équipe pluridisciplinaire. Les orientations vers cette structure se font à travers la MDPH.

## Pistes pédagogiques

### Problématique
La dysphasie est un trouble de l’apprentissage qui entrave le développement des compétences liées au “Parler - Ecouter”.
Trop d’enseignants, de parents ne sont pas au courant des possibilités d’action face à ces soucis d’apprentissage. Cela les laisse alors dans une situation d’incapacité face à des enfants atteints de dysphasie.Il existe néanmoins des pistes concrètes pour aider un enseignant à travailler les aptitudes langagières d’un élève présentant des troubles.

### Objectifs
La dysphasie affecte un grand nombre de facultés liées à l’expression orale et à la compréhension.
Au niveau de l’expression, ces difficultés peuvent apparaître :
- remettre  les mots dans l’ordre ;
- prononcer les mots composés d’un préfixe et/ou d’un suffixe (« en-chante-ment ») ;
- respecter le contexte d‘échange lors d’une conversation ;
- trouver le terme qui définit une catégorie (fruit / animaux…) ;
- utiliser un langage adéquat dans des situations variées ;
- raconter une histoire, un événement en respectant la chronologie.

Au niveau de la compréhension, ces difficultés peuvent apparaître :
- discriminer les sons ;
- se focaliser sur un message oral et le comprendre ;
- comprendre et réaliser des consignes complexes ;
- appréhender l’implicite, l’humour et le second degré ;
- s'aider du contexte pour comprendre un nouveau terme.

L’objectif est de proposer un équipement informatique enrichi d’outils numériques (Logiciels, applications, ressources en ligne) pour pallier les difficultés liées à l’atteinte des compétences dans le domaine de l’élaboration de significations. Un enseignement sans adaptations ni différenciation entraîne, entre autres, une fatigabilité importante, c’est pourquoi il est indispensable d’aider au mieux les élèves présentant un trouble dysphasique.
Les différentes compétences, que nous avons choisi de cibler, liées à ce domaine dans les socles des compétences du Ministère de la Fédération Wallonie-Bruxelles, sont :
- dégager, présenter des informations explicites et implicites ;
- vérifier des hypothèses émises personnellement ou proposées ;
- gérer le sens global du message et reformuler les informations.

### Les moyens numériques et leur utilisation

#### Outils et activités à destination des élèves

##### Équipement informatique Ordyslexie
Certains élèves présentant troubles « dys », comme la dysphasie, nécessitent une assistance technique (logiciels et équipements) et/ou une assistance humaine pour réussir leurs études et leur vie sociale en maintenant une certaine autonomie dans un souci d’estime de soi (Najjar, 2014).
L’Ordyslexie est une solution informatique efficace. C’est le concept de l’ordinateur-cartable. Cet « kit » se compose d’un ordinateur magnétotactile à stylet, du logiciel OneNote et d’un scanner à main.
Plus aucun cahier !
L’usage de l’Ordyslexie permet aux élèves d’effectuer les tâches à partir d’exercices numérisés. Ils ne doivent pas écrire ce qui enlève l’effet « double-tâche» et évite ainsi la surcharge cognitive.
OneNote sert de plateforme-support. Les documents papiers distribués peuvent être scannés et collés dans le cours numérique. Ils peuvent également prendre des notes avec l’utilisation du clavier.
Cela permet un gain de temps considérable, évite la perte de feuilles, facilite l’organisation. Aussi, un correcteur automatique, un dictionnaire, ... sont disponibles sur l’ordinateur.
L’enfant équipé de ce système bénéficie d’aide efficace et reprend non seulement confiance en lui mais aussi le goût de l’école.
Les chercheurs observent que le niveau d’attention et de concentration est plus élevé chez les élèves « DYS » équipés de l’Ordyslexie que les autres élèves ne présentant pas de troubles « dys ».
Les chercheurs tentent de mesurer l’impact de l’utilisation de cet outil sur des variables dépendantes telles que :
- Autonomie à l’apprentissage.
- Estime de soi.
- Rapport de l’élève avec la tâche scolaire.
- Autonomisation scolaire (empowerment).

##### L'album-écho et l'Ordyslexie
Romain et Roubaud (2013) ont observé un ensemble d’activités qui stimulent la parole de l’enfant. Parmi celles-ci, on retrouve l’album-écho (Boisseau, 2005). Cette activité permet de travailler les trois compétences ciblées dans ce travail.
Objectif : proposer un soutien individuel à un élève présentant des difficultés langagières par la création d’un album-écho (album photographique dans lequel l’enfant est l’acteur principal) dans le but de le présenter oralement à l’ensemble de ses pairs.
Public ciblé : enfants dès 5 ans
Scénario :
- Prise de photographies

Lors d’une activité lambda, l’enseignant photographie l’élève présentant des troubles du développement langagier en activité.
- Atelier individuel

Lors d’un atelier individuel, l’enseignant lui présente les photographies qu’il a prises et lui propose d’en sélectionner cinq ou six pour composer un album.
- Remise en ordre chronologique

L’étape suivante consiste à remettre les photographies choisies dans l’ordre chronologique du déroulement de l’activité. À l’aide de son scanner à main, l’enfant insère les photographies remises dans l’ordre chronologique dans son Ordyslexie et créée un document OneNote (Une page par photo).
- Découverte de l’album

Lors d’une seconde séance en atelier individuel, l’enseignant reprend l’album réalisé et demande à l’enfant d’observer l’album et de cibler son attention sur l’ensemble des détails présents sur les différentes photographies.
- Production de phrases

Tout en regardant l’album, l’enseignant incite l’enfant à parler en utilisant la première personne (je), d’où le nom d’album-écho. Pour chaque photographie de l’album, une phrase est créée. Chaque phrase est construite en interaction et constitue donc une trace écrite de l’oral produit antérieurement. Ces interactions continuelles entre l’enseignant et l’enfant permettent d’améliorer les compétences syntaxiques et lexicales de l’enfant présentant des troubles de l’activité langagière.
- Présentation de l’album à la classe

Le but de cette activité est de présenter l’album-écho créé à des petits groupes de pairs pour enfin arriver à le présenter à l’ensemble de la classe.
Plus-values : 
- L’utilisation des photographies au format numérique sur l’Ordyslexie permet de profiter de la fonction zoom pour appréhender au mieux tous les détails présents.
- La création d’un album numérique permettra de le projeter sur un tableau blanc interactif ou par le biais d’un projecteur (meilleure visibilité pour l’ensemble des pairs).
- L’activité permet la culture de l’oral, la reformulation, la verbalisation.
- L’enfant reçoit des feedbacks en temps réel sur son activité.
- L’activité permet aussi d’enrichir son vocabulaire.

Évaluation possible de l’activité :
Évaluation formative : lors de la narration de l’album par petits groupes, demander aux autres élèves de reformuler, de répéter l’histoire racontée par l’élève présentant des troubles langagiers. L’objectif est atteint si la répétition de l'histoire est fidèle à ce qui a été raconté. Si ce n’est pas le cas, l’enfant pourra retourner en atelier individuel avec son enseignant afin de pallier les lacunes de sa narration.
Évaluation sommative : lors de la narration de l’album à l’ensemble de la classe, demander aux autres élèves de reformuler, synthétiser les propos tenus par le narrateur et proposer, dans un second temps, une évaluation de type question à choix multiples au cours de laquelle le pair devra choisir la phrase correspondant à ce qui a été dit.

##### GraphoLearn
GraphoLearn est une application d’aide à l’apprentissage de la lecture. Richardson & Lyytinen (2014) expliquent que  “Grapholearn est un logiciel d’entraînement audiovisuel à la lecture, basé sur la présentation simultanée de stimuli auditifs et de choix orthographiques” (Cités par Lassault & Ziegler, 2018). La version française de cette application a de plus été validée par la communauté scientifique.
Public ciblé : enfants dès 5 ans
Objectifs : 
- Apprendre le lien systématique entre graphème et phonème qui est à la base du décodage et est indispensable l’apprentissage de la lecture (Ziegler & Goswami, 2005).
- Par la répétition, automatiser le processus nécessaire à la reconnaissance instantanée de mots.

Scénario envisageable :
Le jeu présenté ci-après peut se faire en complément d’autres activités ou lors de phases d’occupation en classe. Il s’agit d’une adaptation de l’usage normalement individuel de l’application.
Plusieurs séquences régulières peuvent être effectuées puisque le jeu progresse en fonction des réponses des apprenants.
Création de groupes
L’activité doit se dérouler par groupes de deux élèves. L’élève présentant un trouble dysphasique porte un casque, l’autre tient la tablette.
Déroulement du jeu
L’enfant dysphasique va entendre les consignes, les lettres, les sons, les mots dictés par le logiciel. L’idée est que ce dernier les répète à son pair afin qu’il puisse progresser dans l’activité.
Plus-values :
- Développement de la collaboration entre pairs sous forme de jeu.
- Mobilisation et exercisation des trois compétences ciblées par ce travail.

Évaluation possible de l’activité :
1. L’avancement au sein des niveaux permet de juger de l’efficacité des interventions entre les groupes.
2. Le nombre d’étoiles reçues à chaque niveau permet de juger la qualité des interactions entre les pairs.

##### Bloups
Bloups est une application créée par une orthopédagogue, Anne Lussier, qui respecte les étapes d’apprentissage de la lecture syllabique : lecture de syllabes (simples, complexes…), lecture de mots (simples, complexes et irréguliers). Elle s’adresse à des enfants ayant des niveaux de lecture débutants et intermédiaires mais est aussi recommandée pour les enfants présentant des troubles en lecture.
L’avantage de ce logiciel est qu’il est possible, pour l’adulte, de débloquer un certain niveau en regard des difficultés présentées par un apprenant.
Sur le même principe que GraphoLearn, le logiciel parle et l’enfant doit reconnaître, la discrimination auditive est travaillée.
Public ciblé : enfants dès 5 ans
Objectif : apprendre le lien systématique entre graphème et phonème qui est à la base du décodage.
Scénario envisageable :
Pour le développement des compétences en savoir parler/écouter, une adaptation est nécessaire.
L’enfant tient la tablette et est accompagné de son enseignant. Il est demandé à l’enfant, outre le fait de sélectionner les éléments dictés, de les répéter avant de jouer.
La présence de l’enseignant permet d’ajuster les éventuelles lacunes dans la prononciation et la reconnaissance des éléments dictés.
L’activité peut se jouer également avec un pair plus avancé, qui sera alors son tuteur dans le cadre de cette activité.  
Évaluation possible de l’activité :
1. L’évaluation est laissée à l’enseignant : sur 10 éléments, si 8 sont correctement énoncés et reconnus, on peut considérer l’activité réussie.
2. L’avancement au sein des différents niveaux peut constituer une évaluation des acquis.

Plus-values :
- Cette application se présente sous forme de jeu.
- Elle permet le choix du niveau en fonction des difficultés rencontrées par l’apprenant.

##### Time's up! Family
Le Time’s up! Family, version numérique disponible sur tablette et smartphone, est un jeu d’équipe, qui permet de travailler le vocabulaire et l’expression orale. Il s’agit d’une adaptation numérique du célèbre jeu Time's up!.
Public ciblé : enfants dès 7 ans
Scénario envisageable :
Deux équipes sont formées, l’activité se joue en trois étapes :
1. Un des joueurs dispose de 40 secondes pour faire deviner le plus de mots à son équipe. Lorsque la manche est lancée, il peut dire ce qu’il veut sauf : prononcer des mots de la même famille, prononcer des mots qui “sonnent pareil”, traduire le mot dans une langue étrangère, épeler le mot.
2. Cette partie de l’activité est identique à la précédente, mais le joueur qui doit faire deviner les mots ne peut prononcer qu’un seul mot et les répondants ne peuvent  proposer qu’une solution.
3. Cette dernière partie consiste à mimer les mots, fredonner, faire des bruitages mais le joueur n’a plus le droit de parler. Cette partie du jeu est plus axée sur la compréhension du vocabulaire et la capacité à lier action et vocable.

Évaluation possible de l’activité : 
1. L’enseignant qui supervise le jeu peut lui-même juger de la qualité des échanges entre les joueurs. Il peut estimer que, si un enfant présentant un trouble dysphasique, a pu faire deviner trois mots en 40 secondes, cela représente un résultat encourageant.
2. L’application compte elle-même les points, l’équipe gagnante est celle qui a obtenu le plus de points.

Plus-values :
- L’application permet de passer les mots qui peuvent paraître impossibles à faire deviner (Incompréhension du vocabulaire, difficulté de trouver des synonymes, des explications…)
- L’aspect ludique est un avantage auprès d’enfants présentant un trouble dysphasique.

##### Le livre sonore
L’enregistrement d’un livre numérique sonore, grâce à l’application Book Creator, permet de développer les trois compétences ciblées par ce travail. L’application permet de combiner du texte, des images et de l’audio et cette activité peut s’inscrire dans un projet de classe.
Plus d’informations sur le site officiel de l’application : https://bookcreator.com/
Public ciblé : enfants dès 7 ans
Objectifs :
- Développer l’imagination
- Collaborer avec ses pairs
- Raconter une histoire oralement
- Se repérer dans la chronologie du récit
- Mobiliser le vocabulaire du récit

Scénario possible :
Création d’une histoire par les apprenants
Cette partie de l’activité permet de développer l’imaginaire, la collaboration entre les élèves. Le déroulement de cette phase peut se faire
- de manière individuelle en imposant des contraintes (lieu, époque, personnages…)
- en ateliers : chaque atelier permet de s’occuper d’un aspect de l’histoire (Personnages, époque, lieu…).
- en ateliers : après avoir défini des contraintes comme le lieu, l’époque et les personnages, le travail en ateliers permettra de construire l’histoire sur base du schéma narratif, par exemple.

Réalisation du support visuel
Après avoir rédigé l’histoire, les élèves vont en choisir des scènes clés et les reproduire pour les photographier à l’aide d’un appareil photo numérique, d’une tablette ou de tout outil numérique permettant la photographie.
Réalisation du support audio
L’enregistrement numérique de l’histoire peut commencer. l’élève qui lit dispose du support écrit réalisé à la première étape de cette activité.
Réalisation du livre sonore avec Book Creator.
Avec l’aide et sous la supervision de l’enseignant, le livre sonore peut désormais être construit par les élèves.
Plus-values :
- L’activité s’inscrit dans un projet pédagogique.
- Elle permet de mobiliser un grand nombre de compétences, dont celles ciblées par ce travail.
- Elle développe la collaboration et la coopération entre les pairs.
- Elle permet la manipulation d’un matériel riche et varié (numérique ou non).

Évaluation possible :
1. L’évaluation est faite par l’enseignant qui juge la qualité du produit fini à l’aide d’une grille d’évaluation critériée (individuelle ou collective).
2. L’évaluation se fait par des pairs d’autres classes lorsque le livre est présenté. Un questionnaire permettant de juger d’une part la compréhension de l’histoire et d’autre part la qualité du récit rendra possible une évaluation complète.

##### Utiliser l'outil numérique pour apprendre une poésie
Cette activité permet de s’enregistrer à l’aide d’un outil numérique pour apprendre une poésie de manière autonome.
Objectif : mémoriser, mettre en voix et réciter des textes de poésie en utilisant des outils numériques d’enregistrement.
Public ciblé : enfants dès 6 ans
Scénario envisageable de l’activité :
Présentation de la poésie aux élèves
Explication de la méthodologie à suivre pour l’apprentissage :
- Lecture de la poésie
- Utilisation des outils pour s’enregistrer
- Utilisation des outils pour la lecture, la répétition des séquences enregistrées
- Apprentissage autonome : l’enfant s’écoute, répète son texte et recommence autant de fois que nécessaire.

Récitation de la poésie en face du groupe classe
Évaluation possible :
Évaluation formative : l’enseignant assiste les élèves présentant des troubles et les guide en leur donnant des feedbacks réguliers.
Évaluation sommative : une grille d’évaluation critérisée permettra de juger l’apprentissage sous ses différents aspects.
Plus-values : 
- L’activité permet le travail de l’oral.
- Elle permet l’autonomie : l’auto-évaluation et l’auto-apprentissage.

#### Quelques références à destination des enseignants

##### Le site internet dys-positif.fr
À destination des parents,des enseignants ou des professionnels des troubles des apprentissages, le site internet dys-positif.fr est un site spécifiquement orienté vers les troubles de l’apprentissage.
Sur la page dédiée à la dysphasie, vous pourrez trouver ces différents points plus théoriques :
- Comment traiter et appréhender la dysphasie ?
- Fleurs de Bach et enfants dysphasiques
- La prise en charge du trouble de la parole au secondaire : ULIS & SEGPA
- La dysphasie à l’école primaire
- Dysphasie sévère : comment gérer ?
- Trouble du langage oral : les aménagements scolaires adaptés
- Repérer la dysphasie : les signaux d’alerte
- Scolarité : comment aider un enfant dysphasique
- La dysphasie chez l’enfant : diagnostic et traitements
- Comment repérer les symptômes de la dysphasie ?

Après une inscription, vous pourrez avoir accès à des ressources (fiches à télécharger, exercices en ligne) destinées aux élèves présentant des troubles de l’apprentissage.

##### Le site inshea.fr
Le site inshea.fr (Institut National Supérieur de formation et de recherche pour l’éducation des jeunes Handicapés et les Enseignements Adaptés) propose une liste assez complète d’aménagements à mettre en place pour un enfant atteint de dysphasie. Cette liste est divisée en diverses catégories : communication, lecture, écriture, organisation, mathématiques et évaluation.
Le site propose également des liens vers différentes monographies traitant du sujet.

##### Le site logicieleducatif.fr
Le site logicieleducatif.fr présente une liste d’applications en ligne sur le thème de la Planète des Alphas. Des versions téléchargeables des jeux proposés sur le site sont également accessibles pour tablettes.
Les applications proposées se basent sur le même principe que GraphoLearn ou Bloups : à la suite d'une histoire d’introduction, des syllabes, des mots sont dictés : l’enfant doit, par exemple, les écrire à l’aide des personnages Alphas représentant les lettres pour conjurer un sort.
Outre cette liste, le site propose aussi des applications en lecture compréhension, en orthographe, en vocabulaire, en grammaire et conjugaison et en confusion de sons. De plus, un volet entier dédié aux différentes branches du domaine mathématique est disponible.

##### Le lecteur Médialexie[23]
Le lecteur Médialexie permet de lire oralement des textes écrits à l’aide d’une synthèse de la parole.
La lecture des textes se fait avec une voix d’homme en haute définition.
Outre la lecture de textes, Médialexie permet les éléments suivants :
- entendre l’écho de chaque lettre, mot, phrase que l’on tape sur l’écran
- visualiser les syllabes d’un mot à l’aide de différentes couleurs
- personnaliser l’affichage des textes (fond, couleurs, taille de police…)
- utiliser l’outil du traitement de texte simplifié
- se repérer facilement dans un texte grâce au mode repère

##### Le code QR pour aider à la compréhension
L’utilisation de codes QR va permettre à l’enseignant d’augmenter le contenu de ses cours. En effet, Ryckebush (2008) conseille aux enseignants de s’appuyer sur des dessins, des schémas pour favoriser la compréhension de l’enfant dysphasique. Outre, le renvoi vers des dessins ou des schémas, le code QR peut également renvoyer vers des capsules vidéo explicatives, des jeux et des exercices en ligne. Cela ajoutera un aspect ludique aux activités traditionnelles.